# Цюра Євген Васильович
Цюра Євген Васильович — бандурист.
Народився 25 грудня 1915 року с. Радомишл, на Волині. За Юліанським календарем народився 27 грудня 1915 року або 9 січня 1916 року за григоріанським календарем, с. Березівка Радомишильського повіту нині це Садове Користишівського району (джерело: Державний архів Житомирської області, фонд 1, опис 77, справа 1730, арк.1 зворот). Закінчив Київську політехніку. Працював геологом та розробляв топографію для залізницні лінії. Після військової служби вступив до Київської консерваторії де вивчав диригентуру та спів (у Олени Муравьової). Там вивчив гру на бандурі, і згодом вступив до ансамблю бандуристів при державному радіо в 1935 році.
Учасник Капели бандуристів при Державному радіо з 1935 року. Вивчав гру на бандурі у М. Опришки. В 1942 році став учасником Української капели бандуристів ім. Т. Шевченка згодом хормейстром. Згодом став заступник диригента, а в 1984 році мистецьким керівником. Керував підліткову капелу бандуристів у Вінзорі в Канаді і видав 2 платівки. Працював церковним диригентом у Вінзорі з 1966 до 1996 роки.
Помер 13 березня 2001 року